# Čemeivytegartynup
L'isola Čemeivytegartynup (in russo остров Чемеивытегартынуп?) è un'isola della Russia nel mare di Ochotsk. Amministrativamente appartiene al Tigil'skij rajon del Territorio della Kamčatka, nel Circondario federale dell'Estremo Oriente. L'isola si trova vicino alla costa occidentale della Kamčatka, a nord della foce del fiume Lesnaja (река Лесная). L'isola ha un'altezza di 85 m. La città più vicina (a sud-ovest) è Palana.